# USSR International
Die USSR International waren die offenen internationalen Meisterschaften der UdSSR im Badminton. Sie wurden erstmals 1973 ausgetragen. Bis 1982 hatten die Meisterschaften die Literaturnaja gaseta als namensgebenden Veranstalter im Titel. 1983 wurden erstmals offene Titelkämpfe nach internationalem Vorbild durchgeführt. Die USSR International fanden mit dem Untergang der Staatengemeinschaft der Sowjetrepubliken ihr Ende. 1992 wurden sie als CIS International (Internationale Meisterschaften der GUS) ausgetragen. Die Russian Open sind die Fortsetzung der Titelkämpfe auf russischer Seite.

## Die Sieger
| Saison | Herreneinzel      | Dameneinzel         | Herrendoppel                           | Damendoppel                          | Mixed                                  |
| ------ | ----------------- | ------------------- | -------------------------------------- | ------------------------------------ | -------------------------------------- |
| 1973   | Wolfgang Bochow   | Lene Køppen         | Thomas Kihlström Bengt Fröman          | Lene Køppen Karin Lindquist          | Elo Hansen Lene Køppen                 |
| 1974   | nicht ausgetragen | nicht ausgetragen   | nicht ausgetragen                      | nicht ausgetragen                    | nicht ausgetragen                      |
| 1975   | Anatoliy Skripko  | Alena Poboráková    | Anatoliy Skripko Viktor Shvachko       | Alena Poboráková Éva Cserni          | Ladislav Šrámek Alena Poboráková       |
| 1976   | Nikolaj Nikitin   | Alla Zvonareva      | Anatoliy Skripko Vitaliy Shmakov       | Alla Zvonareva Ludmila Markova       | Anatoliy Skripko Alla Zvonareva        |
| 1977   | Morten Frost      | Lonny Bostofte      | Morten Frost Steen Skovgaard           | Eva-Maria Kranz Vera Martini         | Steen Skovgaard Pia Nielsen            |
| 1978   | Anatoliy Skripko  | Monika Cassens      | Konstantin Vavilov Nikolay Peshekhonov | Monika Cassens Angela Michalowski    | Mogens Neergaard Jette Boyer           |
| 1979   | Anatoliy Skripko  | Svetlana Belyasova  | Bandid Jaiyen Preecha Sopajaree        | Monika Cassens Angela Michalowski    | Anatoliy Skripko Svetlana Belyasova    |
| 1980   | nicht ausgetragen | nicht ausgetragen   | nicht ausgetragen                      | nicht ausgetragen                    | nicht ausgetragen                      |
| 1981   | Anatoliy Skripko  | Christine Magnusson | Bent Svenningsen Henrik Svarrer        | Christine Magnusson Maria Bengtsson  | Duncan Bridge Jill Pringle             |
| 1982   | Anatoliy Skripko  | Svetlana Belyasova  | Vitaliy Shmakov Anatoliy Skripko       | Wendy Massam Gillian Gowers          | Vitaliy Shmakov Svetlana Belyasova     |
| 1983   | Harald Klauer     | Svetlana Belyasova  | Thomas Künstler Harald Klauer          | Svetlana Belyasova Ljudmila Okuneva  | Vitaliy Shmakov Svetlana Belyasova     |
| 1984   | Poul-Erik Høyer   | Tatyana Litvinenko  | Pär-Gunnar Jönsson Jan-Eric Antonsson  | Tatyana Litvinenko Viktoria Pron     | Ulf Persson Charlotta Wihlborg         |
| 1985   | Syed Modi         | Tatyana Litvinenko  | Thomas Künstler Stefan Frey            | Svetlana Belyasova Elena Rybkina     | Sergey Sevryukov Svetlana Belyasova    |
| 1986   | Claus Thomsen     | Svetlana Belyasova  | Peter Axelsson Jens Olsson             | Tatyana Litvinenko Viktoria Pron     | Andrei Antropow Viktoria Pron          |
| 1987   | Jens Olsson       | Vlada Belyutina     | Andrei Antropow Sergei Sewrjukow       | Svetlana Belyasova Elena Rybkina     | Jon Holst-Christensen Charlotte Madsen |
| 1988   | Andrei Antropow   | Catrine Bengtsson   | Andrei Antropow Sergei Sewrjukow       | Elena Rybkina Irina Serova           | Vitaliy Shmakov Viktoria Pron          |
| 1989   | Andrei Antropow   | Elena Rybkina       | Andrei Antropow Sergei Sewrjukow       | Svetlana Belyasova Irina Serova      | Vitaliy Shmakov Vlada Chernyavskaya    |
| 1990   | Andrei Antropow   | Elena Rybkina       | Andrei Antropow Sergei Sewrjukow       | Elena Rybkina Vlada Chernyavskaya    | Mikhail Korshuk Vlada Chernyavskaya    |
| 1991   | Park Sung-woo     | Elena Rybkina       | Park Joo-bong Kim Moon-soo             | Natalja Ivanova Julia Martynenko     | Vitaliy Shmakov Vlada Chernyavskaya    |
| 1992   | Andrei Antropow   | Marina Yakusheva    | Andrei Antropow Nikolai Sujew          | Marina Andrievskaia Marina Yakusheva | Nikolai Sujew Marina Yakusheva         |